# نادي جامعة غوادالاخارا
نادي جامعة غوادالاخارا لكرة القدم (بالإسبانية: Club Universidad de Guadalajara) هو نادي كرة قدم مكسيكي تأسس عام 1970 وهو تابع لجامعة غوادالاخارا. كما يٌشتهر النادي بلقب الأسود السوداء (بالإسبانية: Leons Negros)

## الإنجازات

### محلياً
- الدوري المكسيكي الممتاز

الوصيف (3): 1975-76، 1976-77، 1989-90
- كأس المكسيك

البطل (1): 1990-91

### قارياً
- كأس أبطال الكونكاكاف

البطل (1): 1978

## وصلات خارجية
- الموقع الرسمي للنادي (بالإسبانية)